# Estornell cuacurt
L'estornell cuacurt (Aplonis minor) és un ocell de la família dels estúrnids (Sturnidae). El seu estat de conservació es considera de risc mínim.

## Hàbitat i distribució
Habita els boscos de les terres baixes des de Sulawesi, a través de les Illes Petites de la Sonda fins Java. Mindanao, a les Filipines meridionals.